# Seven de Madrid 2021
El Seven de Madrid del 2021 fue la primera edición del torneo de rugby 7 organizado por la Federación Española de Rugby y auspiciado por World Rugby. 
Se disputó entre el 20 y 21 de febrero en las instalaciones del Estadio Nacional Complutense de Madrid, España.
El torneo se disputó con la finalidad de retomar la acción de los seleccionados y servir como preparación para los Juegos Olímpicos de Tokio.

## Equipos participantes
- Argentina
- España
- Estados Unidos
- Francia (Se retiró del torneo por casos de COVID-19 en su plantel).
- Kenia
- Portugal

## Resultados
| Pos. | Equipo         | Encuentros | Encuentros | Encuentros | Encuentros | Tantos  | Tantos    | Tantos     | Puntos |
| Pos. | Equipo         | jugados    | ganados    | empatados  | perdidos   | a favor | en contra | diferencia | Puntos |
| ---- | -------------- | ---------- | ---------- | ---------- | ---------- | ------- | --------- | ---------- | ------ |
| 1    | Argentina      | 4          | 4          | 0          | 0          | 132     | 41        | +91        | 12     |
| 2    | Kenia          | 4          | 3          | 0          | 1          | 100     | 38        | +62        | 10     |
| 3    | Estados Unidos | 4          | 2          | 0          | 2          | 97      | 84        | +13        | 8      |
| 4    | España         | 4          | 1          | 0          | 3          | 62      | 108       | -46        | 6      |
| 5    | Portugal       | 4          | 0          | 0          | 4          | 41      | 161       | -120       | 4      |

Nota: Se otorgan 3 puntos al equipo que gane un partido, 1 al que empate y 0 al que pierda

### Partidos

#### Primer día
| 20 de febrero | Estados Unidos | 38 - 17 | Portugal |  |  |

| 20 de febrero | Argentina | 40 - 12 | España |  |  |

| 20 de febrero | España | 5 - 35 | Estados Unidos |  |  |

| 20 de febrero | Portugal | 5 - 36 | Kenia |  |  |

| 20 de febrero | Estados Unidos | 17 - 24 | Argentina |  |  |

| 21 de febrero | España | 5 - 19 | Kenia |  |  |

#### Segundo día
| 21 de febrero | Argentina | 47 - 5 | Portugal |  |  |

| 20 de febrero | Kenia | 38 - 7 | Estados Unidos |  |  |

| 21 de febrero | Argentina | 21 - 7 | Kenia |  |  |

| 21 de febrero | Portugal | 14 - 40 | España |  |  |

## Fase Final

### Final tercer puesto
| 21 de febrero | Estados Unidos | 24 - 17 | España |  |  |

### Final
| 21 de febrero | Argentina | 21 - 14 | Kenia |  |  |

| Bandera de Argentina |
| Campeón Argentina    |
| Primer título        |